# Distretto di Gökçebey
Il distretto di Gökçebey (in turco Gökçebey ilçesi) è uno dei distretti della provincia di Zonguldak, in Turchia.